# Преподобни мученици Епиктет и Астион
Преподобни мученици Епиктет и Астион су ранохришћански мученици страдали у време прогона хришћана од стране цара Диоклецијана.
Православна црква помиње препообне мученике Епиктета и Аристокла 7. (20.) јула. 
Преподобни мученици Епиктет и Астион живели су у време римског цара Диоклецијана у једном од источних крајева Римског царства. Епиктет је од младости посветио свој живот Богу. Био је свештеник и стекао је дар чудотворства и његовим молитвама исцељивао многе.
Астион је био син локалног градоначелника. Једног дана он је дошао у посету свештенику Епиктету. У дугом разговору, Свети Епиктет је уверио Астиона о истини Јеванђеља. Поверовавши у Исуса Христа и примивши Свето Крштење, Астион је замолио свештеника Епиктета да пође са њим у неку далеку земљу како би у потпуности свој живот посветио Богу. Укрцавши се на лађу, свети Епиктет и Астион су отишли у земљу Скита. На ушћу реке Дунав настанили су се код града Алмириса, међу Словенима и тамо живели у подвизима поста и молитве.
У то време је у град Алмирис стигао поглавар области Латронијан, а пагански свештеници су известили о светитељима Епиктета и Астиона да су они привукли велики број људи својој вери. Светитељи су ухапшени и почели су да их испитују. Након три дана заточеништва у тамници без хране и воде, свети мученици Епиктет и Астион поново су изашли пред судију Латронијана, спремни да храбро прихвате ново страдање за Христа. Осуђени су на одсецање главе мачем (†290).
Родитељи свете мученице Астиона, Александар и Марцелина, примили су свето крштење од епископа града Томе Евангела, који је убрзо и сам пострадао.